# Zwin Natuur Park

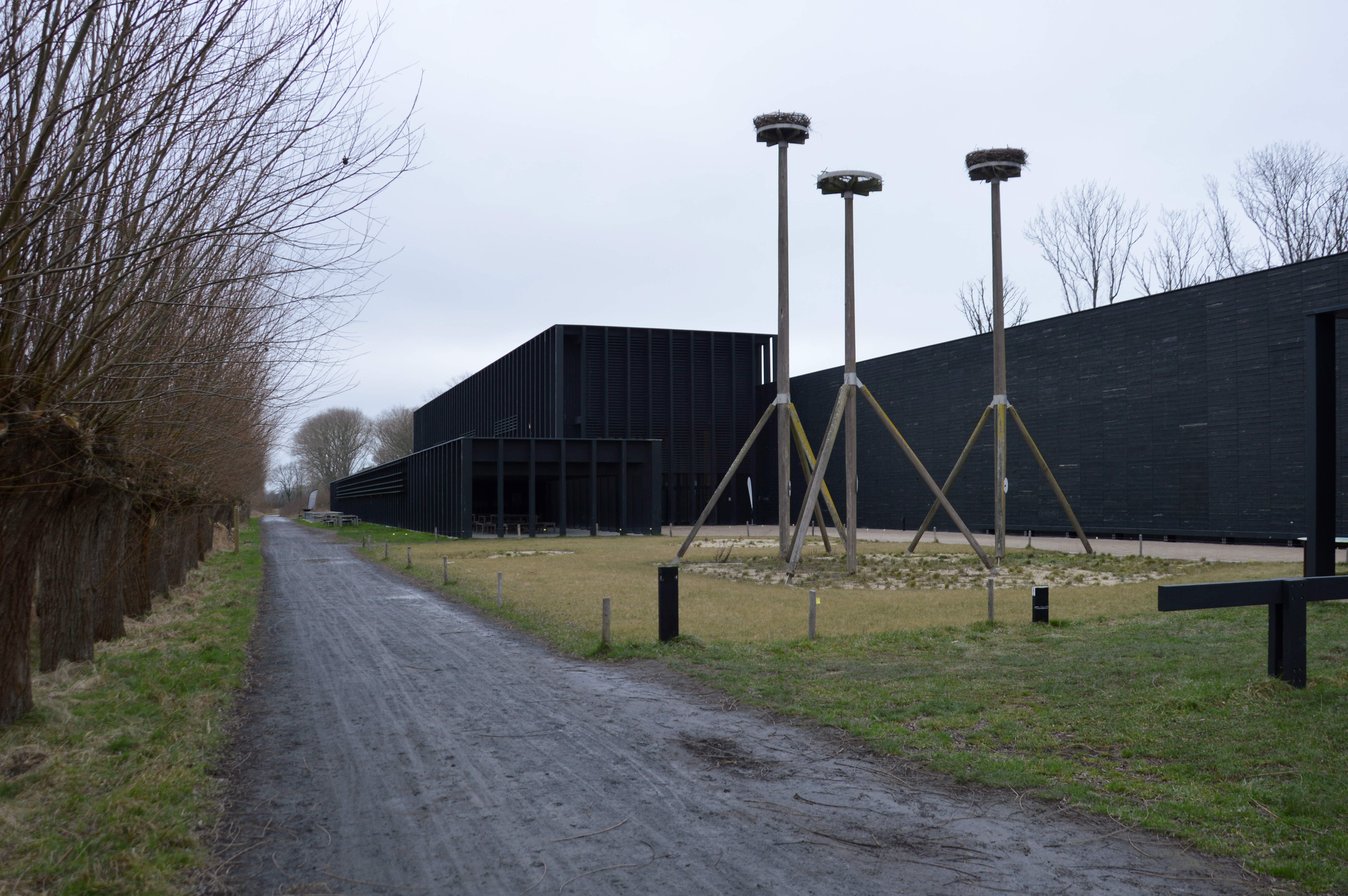
Het bezoekerscentrum van Zwin Natuur Park, dat opende in 2016

Het Zwin Natuur Park, tot 2016 bekend als Provinciaal Natuurpark Zwin en daarvoor als natuurreservaat Het Zwin, is het belangrijkste natuurgebied op het Belgisch gedeelte van het Zwin, een oude zeearm van de Noordzee. Het gebied ligt in Landschapspark Zwinstreek in de gemeente Knokke-Heist en sluit aan op het Nederlandse deel van Het Zwin. Men vindt er veel zeevogels en duinkonijnen, alsook een grote verscheidenheid aan watervogels. Aan de binnendijkse kant is een broedstation van de ooievaar en een klein vogelpark, waar ook gestrande vogels die verzorgd worden aan het publiek worden getoond. Verder is er een restaurant en een souvenirwinkel.
Het Zwin werd in 1939 een beschermd landschap. Het werd in 1952 door graaf Léon Lippens tot eerste natuurreservaat in België uitgeroepen. Het gebied is Europees beschermd als onderdeel van Natura 2000-gebied (habitatrichtlijngebied 'Duingebieden inclusief IJzermonding en Zwin' (BE2500001) en vogelrichtlijngebied 'Zwin' (BE2501033)).
In 2005 werd er reeds een principeakkoord getekend, waardoor tot 2006 het Zwin beheerd werd door de Compagnie "Het Zoute". Hierna nam de Vlaamse Gemeenschap het 155 hectare grote natuurgebied over en stelde het zich tot doel de verzanding aan te pakken en het natuurreservaat uit te breiden door er delen van de Willem-Leopoldpolder aan toe te voegen. Het bijbehorende vogelpark werd overgenomen door de provincie West-Vlaanderen.
Sinds 4 februari 2019 is het Belgische deel van het Zwin 110 hectare groter geworden na het doorsteken van de internationale dijk, het Nederlandse deel werd 10 hectare groter. Het volledige Zwin, langs beide kanten van de grens, is sindsdien 770 hectare groot. In maart 2019 is een fietspad in gebruik gesteld dat loopt van Knokke tot Cadzand, dwars door het Zwin.
Het Zwin grenst aan het 222 hectare grote natuurreservaat Zwinduinen en -polders.

## Galerij

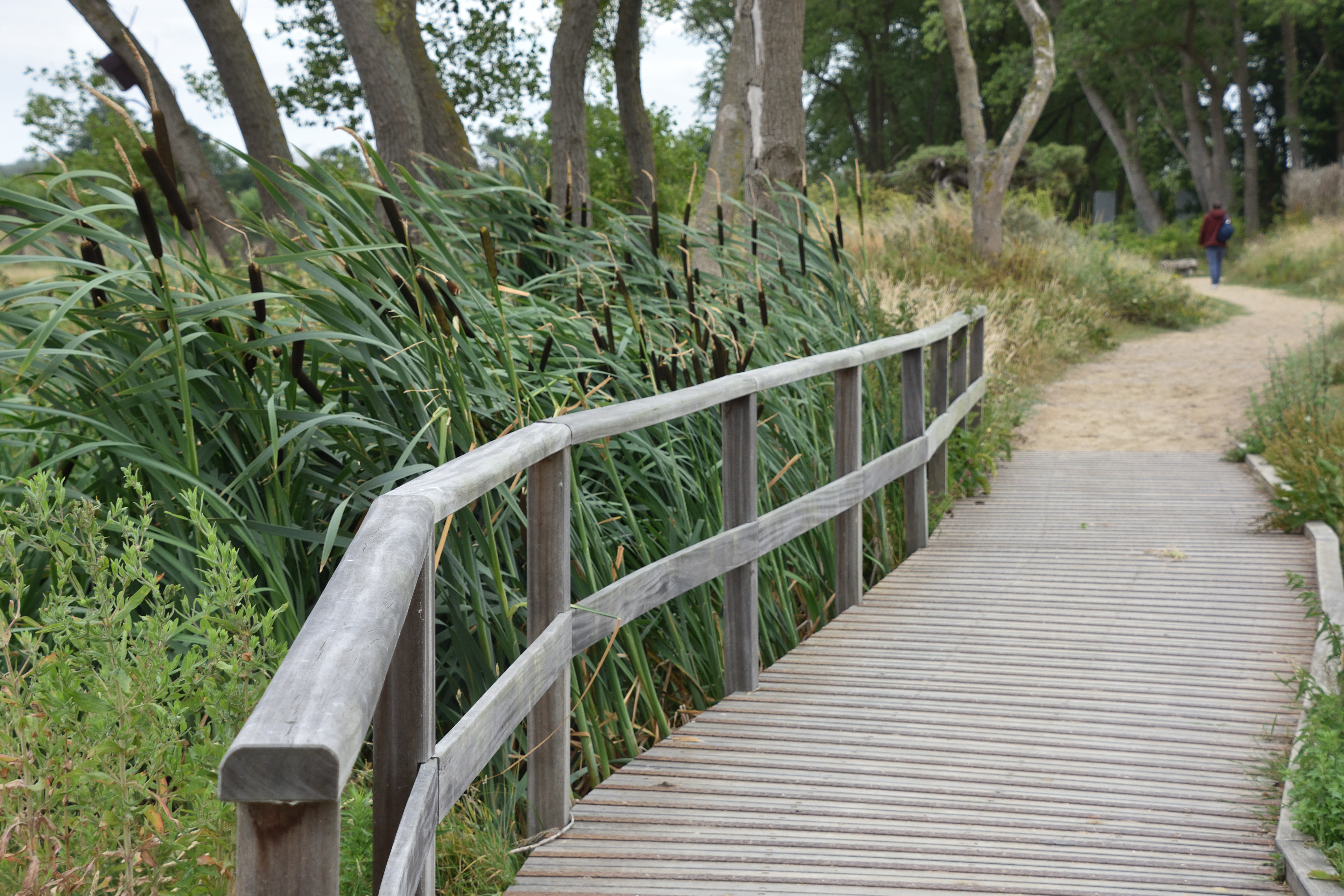
Wandelpad in het Zwin
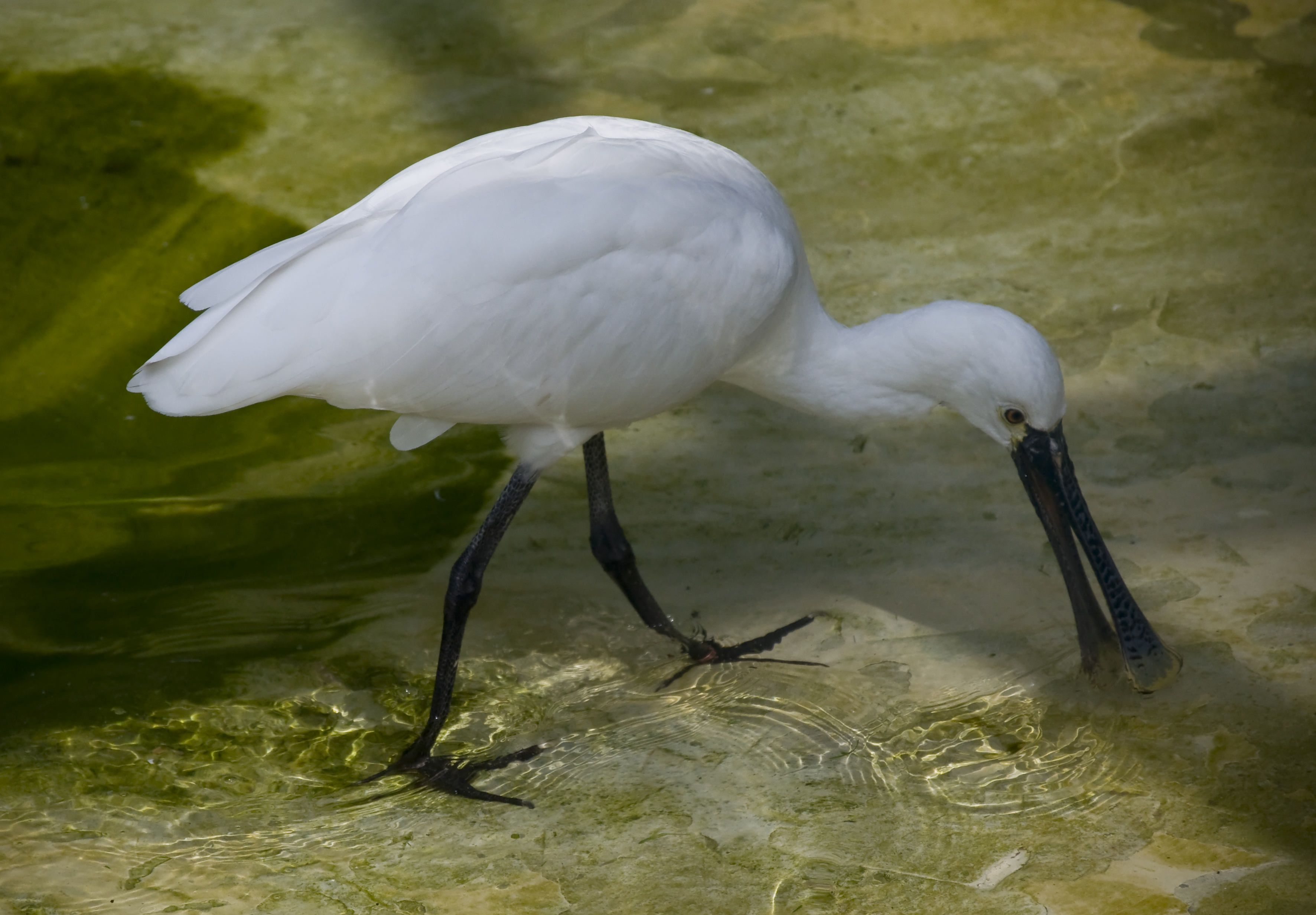
Een lepelaar in het vogelpark
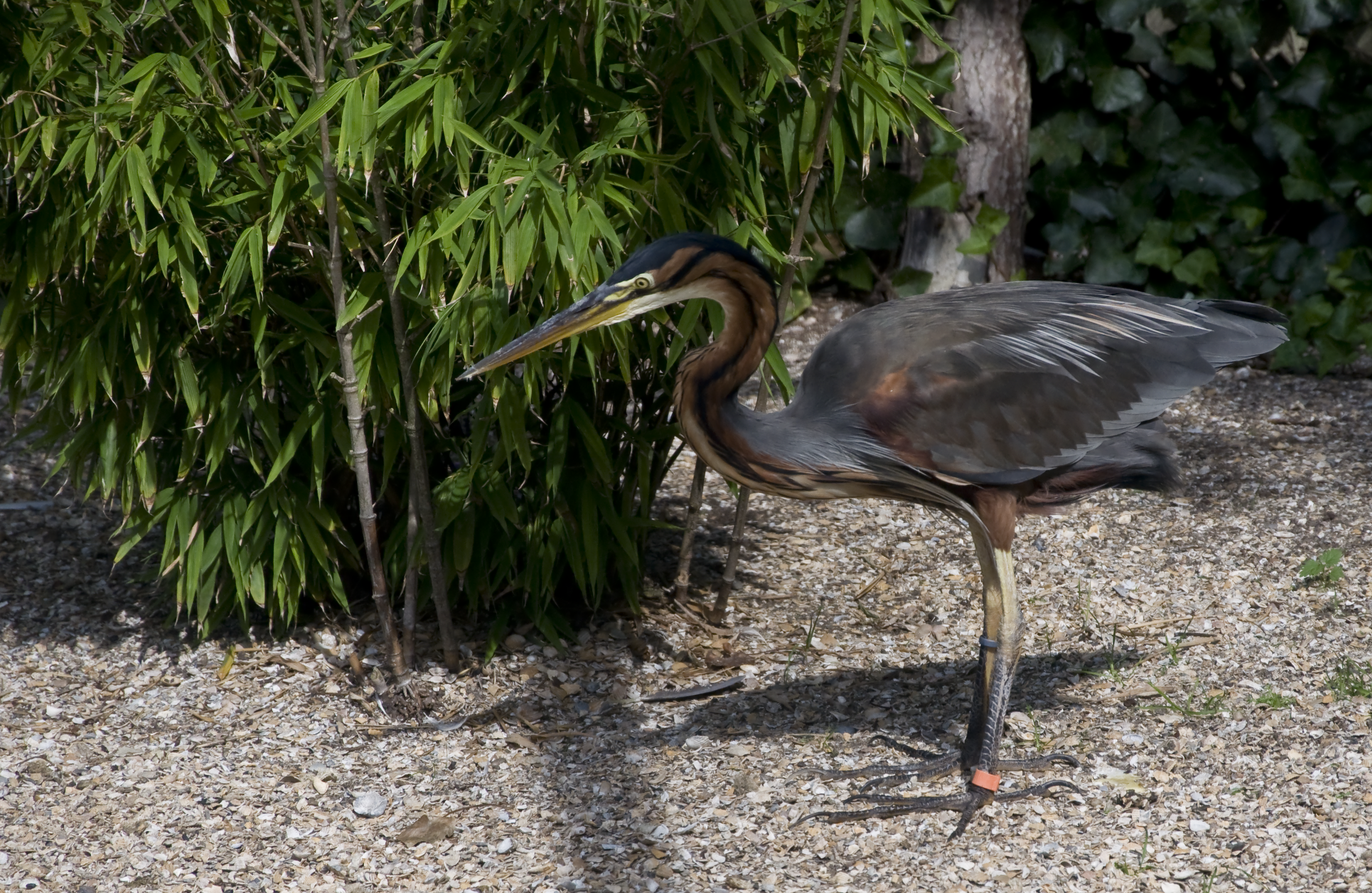
Een purperreiger in het vogelpark
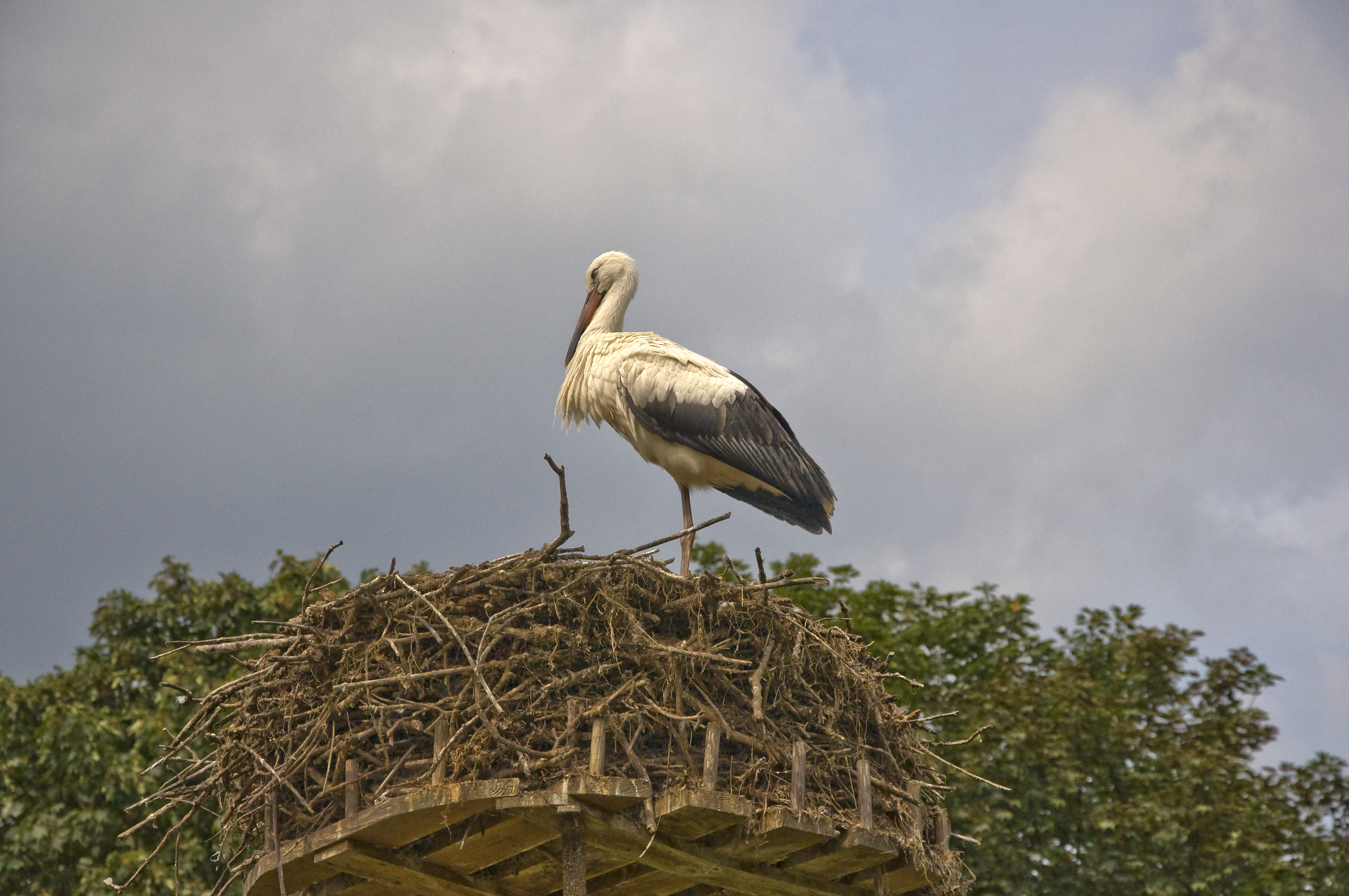
Een ooievaar in het vogelpark
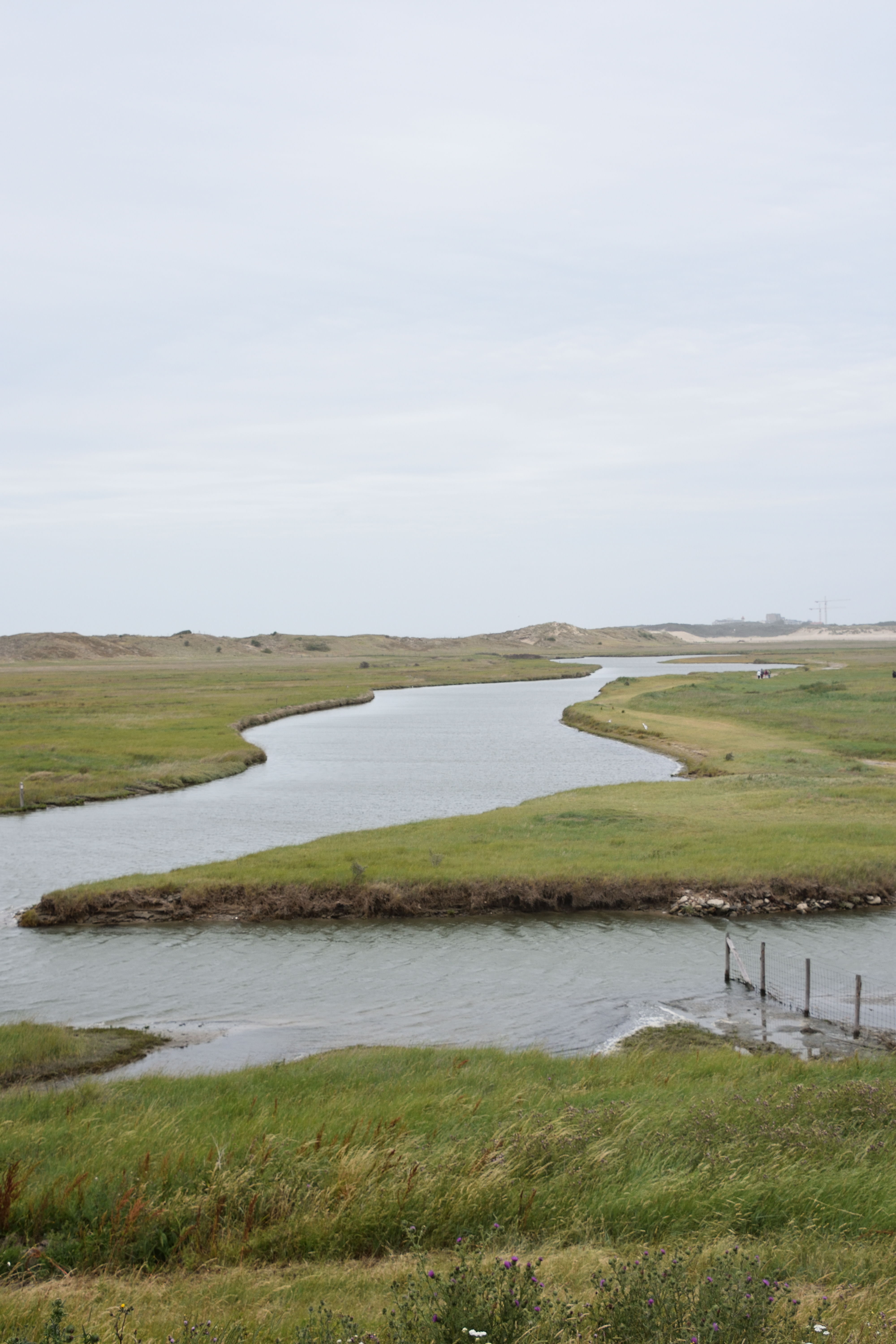
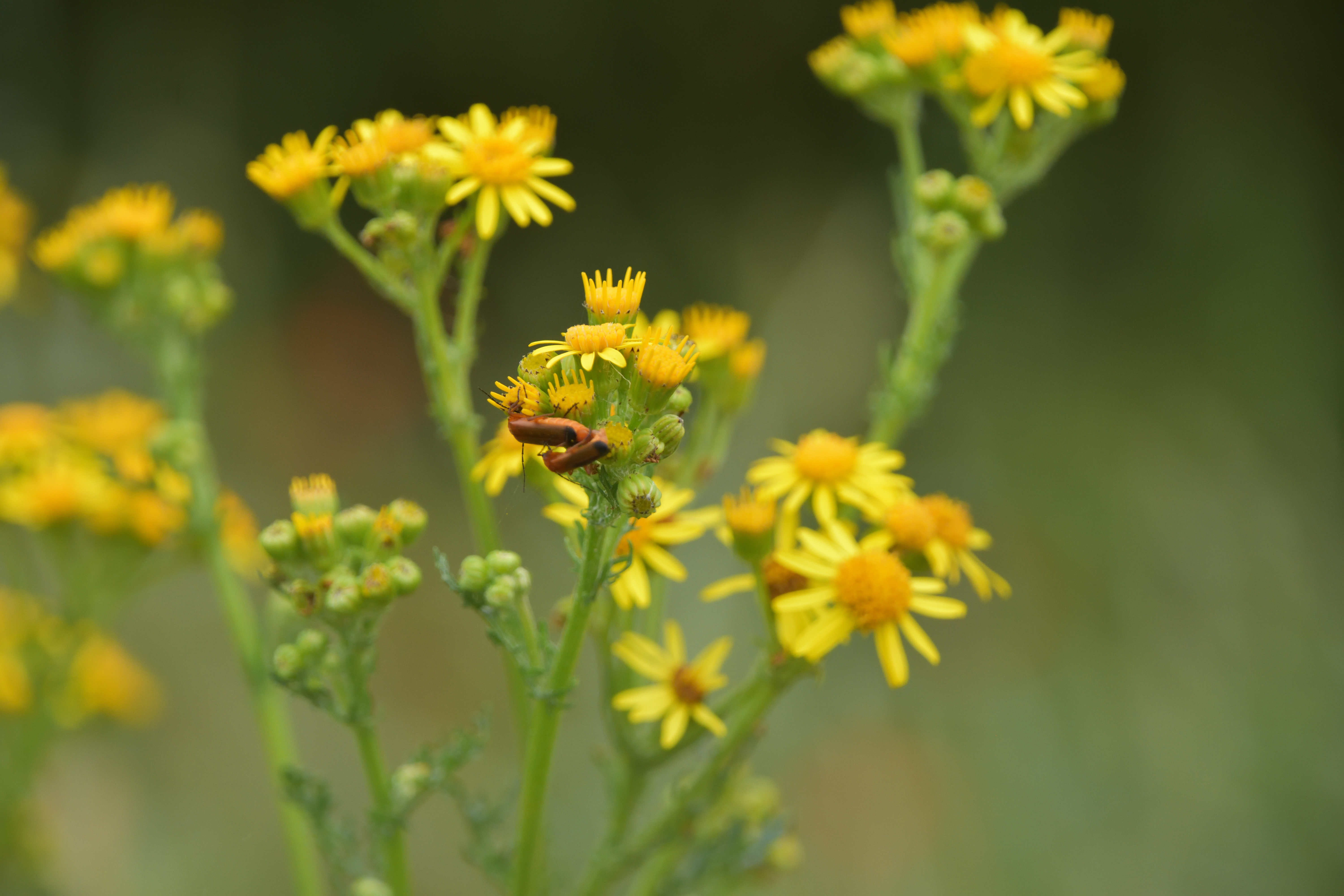
Jakobskruiskruid